# 麻倉ひばり
麻倉 ひばり（あさくら ひばり、 1985年1月1日 - ）は、日本のグラビアアイドル、タレント。所属事務所はプライムノート アステリズム。

## 人物
- 静岡県出身。現住所は東京都である[1]。
- 2009年2月17日に現在の名前に改名した[2]。
- 日建工科専門学校出身である[1]。
- 二級建築士の資格を持っている[3][4]。
- 好きな武将は石田三成である[1]。
- 趣味はモンハンと戦国無双、瞑想、散歩である[1]。
- 二級建築士以外の資格は普通自動車免許である[1]。
- 好きなアーティストは柴咲コウとYUIである[1]。
- 好きなマンガはギャグマンガ日和、聖☆おにいさんである[1]。
- 尊敬する人は両親とアル・ゴアである[1]。
- 好きな曲は石川智晶のアンインストールである[1]。
- 携帯の機種はSoftBankである[1]。

## 出演

### 映画
- クロサギ コスプレ店員役

## リリース作品

### DVD
- happyPoint